# 이마이치촌 (시마네현)
이마이치촌(今市村)은 시마네현 나카군에 속해있던 촌이다.  